# 陳第
陳 第（ちん だい、1541年 - 1617年）は、中国明代の儒学者・音韻学者。字は季立、号は一斎。福州府連江県鳳城の出身。
三山の陳第といえば軍人として馬上の人であったが、斬新な古音学書『毛詩古音考』を書いた（他にも『屈宋古音義』などがある）。文例は着眼の正しさを重ねてあり、古音の学はその説得力から後ちに発展することとなった。晩年は連江に隠棲した。

## 著作
- 東番記
- 毛詩古音考
- 屈宋古音義
- 閩海贈言